# 帕沃尔·胡赖特
帕沃尔·胡赖特（1978年2月4日—），斯洛伐克男子冬季两项运动员。他曾代表斯洛伐克参加2006年、2010年和2014年冬季奥林匹克运动会冬季两项比赛，其中2010年冬季奥运会获得一枚铜牌。